# Inferno sulla Terra
Inferno sulla Terra è il primo album studio del gruppo musicale hardcore punk italiano Woptime, pubblicato nel 2000.

## Formazione
- Saverio: voce
- Paolo: chitarra
- Bruno: basso
- Sergio: batteria

## Tracce
1. Woptheme (intro) - 0:26
2. Fuoco - 1:21
3. Noi ci odiamo - 1:37
4. Nessun rimorso - 1:55
5. Pizza, mafia spaghetti - 2:06
6. Solo - 1:42
7. Dove sei? - 1:35
8. Inferno sulla Terra - 1:43
9. Non sai niente - 1:07
10. Woptheme (outro) - 0:37